# Tsagaan Sar
Le Tsagaan Sar (mongol bičig : ᠴᠠᠭᠠᠨ
ᠰᠠᠷᠠ ; mongol cyrillique : Цагаан сар, MNS : Tsagaan Sar, ISO-9 : Cagaan Sar, signifiant « mois blanc ») est le Nouvel An mongol, il tombe parfois le même jour que le Nouvel An chinois, mais il y a souvent un décalage d'un mois lunaire. Le « Mois Blanc », commence avec la nouvelle lune montante. La nuit précédant le jour du Tsagaan Sar s'appelle Bituun, le nom mongol de la nouvelle lune. Cette fête est l'occasion de rassemblements familiaux et d'offrandes rituelles. Ce festival est à l'origine célébré à l'automne et a des influences chamaniques,,,.

## Calendrier lunaire
Selon Luigi Kapaj, le Nouvel An mongol fait appel au même calendrier lunaire que Losar, le Nouvel An tibétain. Dans 50 pour cent des cas, le Tsagaan Sar et le Losar tombent un mois différent de celui du Nouvel An chinois.

## Histoire
Selon les historiens, Tsagaan Sar était à l'origine la fête des chasseurs, durant laquelle on distribuait le gibier. Elle s'est transformée plus tard en fête des bergers, période durant laquelle les Mongols ont commencé à posséder cinq types d'animaux (moutons, chèvres, chevaux, chameaux et bovins) et à consommer des produits laitiers. En 1206, date à laquelle Temüjin (Gengis Khan) unifie les tribus mongoles et adopte le titre de Gengis Khan, Tsagaan Sar devient une fête nationale célébrant ses exploits. Elle célébrait également la fin de l'année écoulée et le début de la nouvelle année, ainsi que le début du printemps. Tsagaan Sar a été largement célébré du XIIIe siècle jusqu'au XXe siècle. 
En 1912, Bogdo Khan fait voter un décret visant à accroître l'importance de Tsagaan Sar. 
Le nouvel État communiste commence à réprimer la fête dès 1937 et elle est complètement interdite à partir de 1953. En 1960, elle est réapparue sous la forme de la fête des bergers. À partir de 1988 et de l'effondrement du régime communiste, la fête des bergers a repris le nom de Tsagaan Sar. 
Jusqu'en 2010, Tsagaan Sar a été célébré à l'échelle de l'État mais a cessé depuis cette pratique officielle au sein même du gouvernement.

## Traditions liées au Tsagaan Sar
Tous les Mongols passent la soirée de Bituun en famille, à manger le plus possible de façon à assurer une année à venir « riche ». Pour la même raison, chacun veille à s'habiller de vêtements neufs et les plus beaux possibles. Des offrandes rituelles sont faites au matin du Tsagaan Sar, juste à l'extérieur de la yourte, et auprès des ovoos. Pendant toute la semaine qui suit Tsagaan Sar, les cadets saluent respectueusement leurs aînés dans une accolade où ils leur soutiennent les bras. Ces rencontres donnent également lieu à l'échange traditionnel des tabatières, remplies de tabac à priser. Tous les Mongols rendent visite à leur famille et à leurs amis pour présenter leurs vœux, c'est une période pendant laquelle tout le monde se déplace beaucoup.

## Spécialités culinaires du Tsagaan Sar

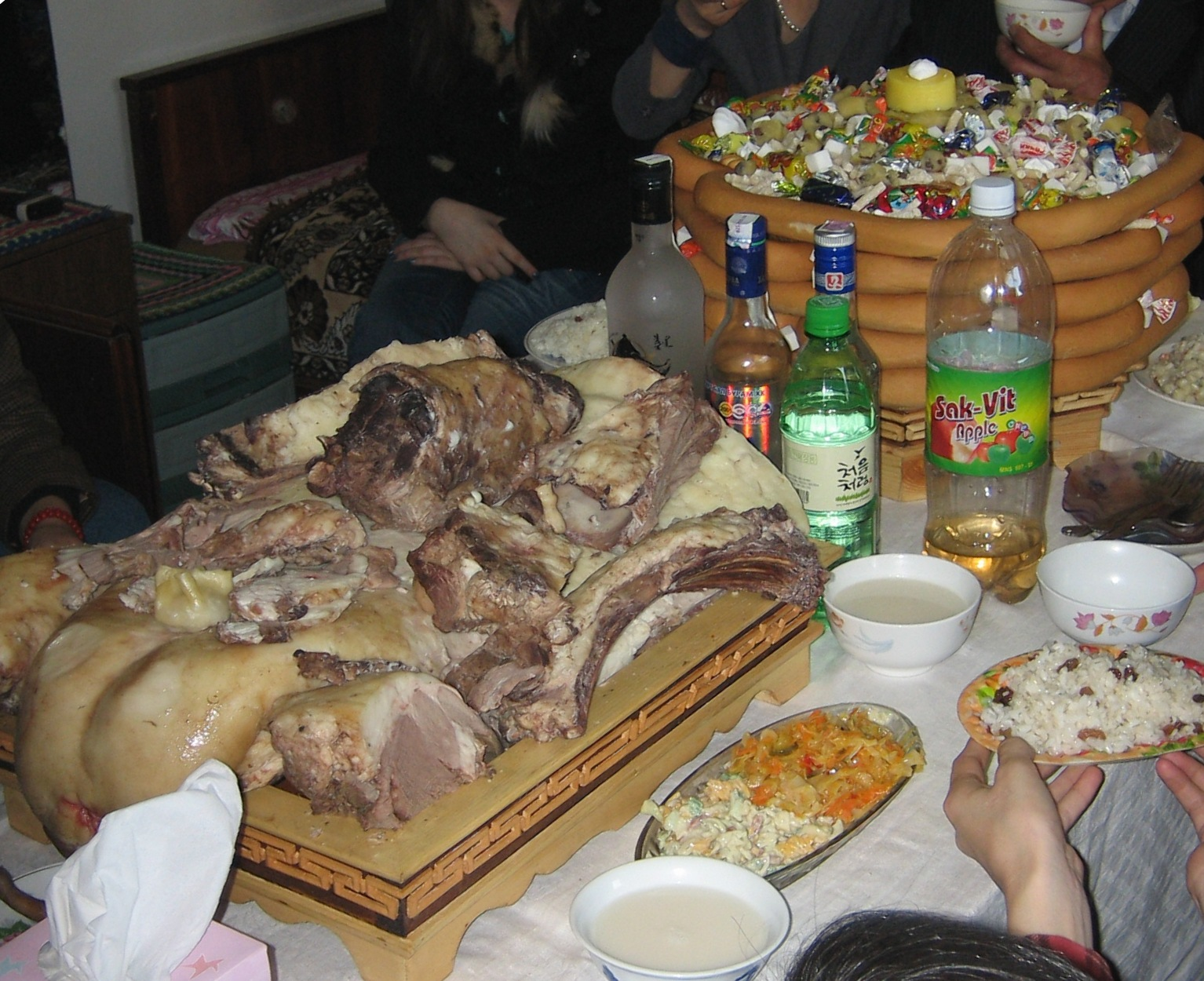
Repas typique de Tsagaan Sar, la viande y est abondante, et à droite, on remarque la pile de ul boov

Tsagaan Sar étant une période d'intense convivialité et de vie sociale, chaque famille prépare plusieurs jours à l'avance des centaines de buuz, les raviolis traditionnels à la viande (proche des baozi chinois et dont la prononciation est très proche), qu'elle offrira aux amis venus présenter leurs vœux. Cette tradition est similaire à la consommation de jiaozi dans le Nord de la Chine pour le nouvel an chinois.
On y mange également une grande quantité de viande, généralement de mouton et grasse. Comme à l'occasion d'un mariage ou de l'arrivée d'un invité de marque, on fait bouillir un mouton entier et sa tête est présentée sur un grand plat. Le croupion y est considéré comme la meilleure partie. Si dans le bouddhisme, la viande est généralement proscrite, ce n'est pas le cas dans les traditions mongoles et tibétaines.
La table traditionnelle de Tsagaan Sar compte également une sorte de pièce montée, le Shiniin Idee, constitué d'un nombre impair de couches de biscuits appelés gâteaux-semelles (ᠤᠯᠠ
ᠪᠣᠣᠪᠤ / ul boov) (« deux couches de bonheur pour encadrer une couche de malheur » selon les croyances mongoles), couvertes de sucreries.